# Anne-Marie Hubacher-Constam
Anne-Marie Hubacher-Constam, née le 25 juillet 1921 à Zurich et morte le 8 juillet 2012 à Küssnacht, est une architecte suisse. Elle est connue pour avoir été l'architecte en chef de la SAFFA en 1958.

## Biographie
Elle est née à Zurich le 25 juillet 1921. Son père est Ernst Constam. Elle étudie l'architecture à l'EPF de Zurich et obtient son diplôme en 1943. Elle travaille alors sous la direction d'Alfred Roth et Hans Koffmann. Elle épouse ce dernier en 1946, et monte avec lui un bureau d'architecte en 1945. Elle est l'architecte en chef de la SAFFA de Zurich en 1958. Elle réalise notamment les salles d'attente de Swissair à Kloten, ainsi que des travaux d'aménagement pour l'Hôtel Atlantis de Zurich en 1970.
Elle meurt le 8 juillet 2012 à Küssnacht.